# Anatomía de los peces

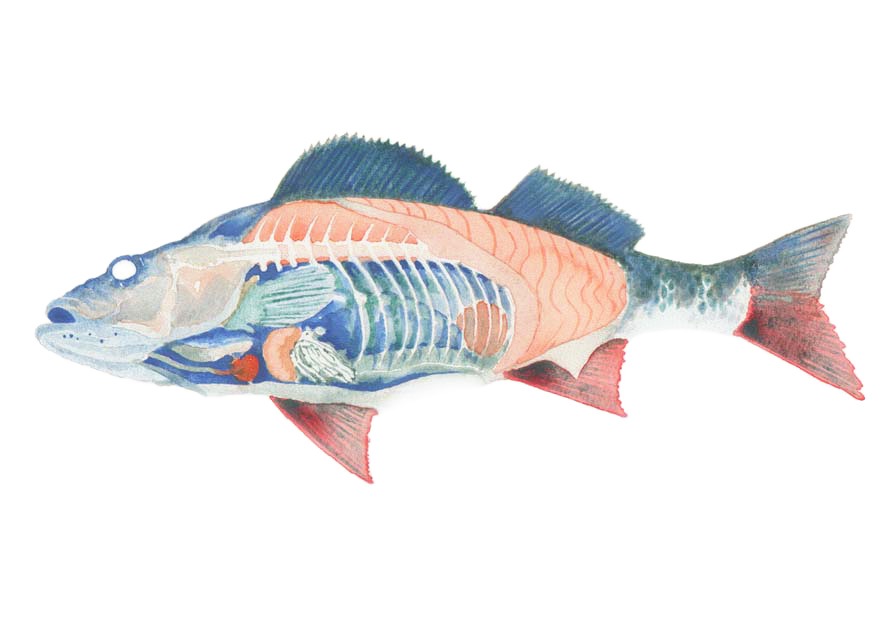
Diagrama que muestra diversos órganos de un pez

La anatomía de los peces está determinada por características físicas del agua, mucho más densa que el aire, con menos oxígeno disuelto y una absorción mayor de la luz, y por el componente evolutivo de cada especie dentro de la superclase Pisces.

## Cuerpo

Lampanyctodes hectoris
(1) - Opérculo (cubierta de las agallas), (2) Línea lateral, (3) - Aleta dorsal, (4) - Aleta adiposa, (5) - Pedúnculo caudal, (6) - Aleta caudal, (7) - Aleta anal, (8) - Fotóforos, (9) - Aletas pélvicas (pares), (10) - Aletas pectorales (pareadas)

Siguen el mismo plan corporal que el resto de vertebrados, aunque con características propias según las familias y especies. Su cuerpo se puede dividir en cabeza, tronco y cola. La cabeza ocupa desde el hocico hasta el final del opérculo o de las hendiduras branquiales en los elasmobranquios. A continuación se encuentra el tronco, donde se alojan la mayoría de los órganos, además de las aletas pares, y llega hasta el ano. La cola abarca desde el pedúnculo caudal hasta el final de la aleta caudal.
Las aletas pares son las torácicas o pectorales, dispuestas en la cintura escapular que parten de los huesos pterigióforos y las pelvianas. Los peces no poseen cintura pelviana—, por lo que estas últimas aletas pueden no aparecer —peces ápodos—, encontrarse por delante de las pectorales —peces yugulares— o encontrarse cerca del ano —peces torácicos—.
El cuerpo es generalmente fusiforme, mucho más en los peces de natación rápida que poseen un plan muy hidrodinámico del cuerpo. Pero también pueden ser filiformes o vermiformes —anguilas, morenas—, comprimidos lateralmente —pez ángel, dorada— o deprimidos verticalmente —rape, rayas—. Los peces planos son peces comprimidos lateralmente que nadan acostados sobre uno de sus flancos.
El pedúnculo caudal es la parte angosta que une el cuerpo con la cola y a continuación se encuentra la articulación hipural es la que aparece entre la aleta caudal y la última vértebra, y a menudo tiene forma de abanico.
La línea lateral es un órgano sensorial usado para detectar movimiento y vibración en el agua circundante. En la mayoría de las especies consiste en una línea de receptores a lo largo de cada lado del pez, alojados en un tipo de escamas especiales.
Algunos peces que habitan ambientes oscuros poseen fotóforos que son órganos que emiten luz y que aparecen como puntos luminosos. La luz puede ser producida por compuestos durante la digestión de la presa, por parte de células mitocondriales especializadas llamadas fotocitos, o asociada a bacterias simbióticas, y son usados para atraer a la presa o confundir a los depredadores. 
Las ampollas de Lorenzini son órganos sensoriales especiales de los elasmobranquios, formados por una red de canales con electrorreceptores.

## Cabeza

Posiciones de la boca en los peces:
(a) - Terminal,
(b) - Superior,
(c) - Subterminal, inferior

La cabeza incluye el hocico, desde el ojo hasta la parte más anterior de la mandíbula superior, el opérculo o cubierta de las branquias (ausente en tiburones), y la mejilla, la que se extiende desde el ojo al preopérculo. El opérculo y el preopérculo pueden tener o no espinas. La mandíbula inferior define una barbilla.
En las lampreas, la boca tiene forma de un disco oral. En la mayoría de los peces con mandíbula, sin embargo, hay tres configuraciones generales. La boca puede estar en el extremo anterior de la cabeza (terminal), puede estar dirigida hacia arriba (superior), o puede estar dirigida hacia abajo o bajo el pez (subterminal o inferior). La boca puede estar modificada como una boca succionadora adaptada para aferrarse sobre objetos en aguas rápidas.
Puede tener muchas estructuras carnosas conocidas como bigote (también conocidas como barbas), las que pueden ser muy largas. Muchas especies de peces tienen también protrusiones o espinas en la cabeza. Las narinas de casi todos los peces no conectan con la cavidad oral, pero son agujeros que varían en forma y profundidad.
Muchos peces tienen dientes. Algunos tienen dientes faríngeos ubicados en su garganta.

## Aletas
Las aletas son miembros adaptados para la natación en los peces. Las aletas están provistas de un esqueleto óseo o cartilaginoso con numerosos radios y vascularizadas.

### Espinas y radios
En los peces óseos, la mayoría de las aletas pueden tener espinas o radios. Una aleta puede contener solo radios espinosos, solo radios blandos, o una combinación. Las espinas son generalmente tiesas y agudas. Los radios son generalmente suaves, flexibles, divididos en segmentos, y pueden ser ramificados. Esta segmentación de radios es la diferencia principal que los separa de espinas dorsales; las espinas pueden ser flexibles en ciertas especies, pero nunca estarán divididas en segmentos.
Las espinas tienen una variedad de usos. En los siluriformes, son usadas como forma de defensa; muchos siluriformes tienen la capacidad de dirigir sus espinas hacia fuera. Los balistidae utilizan las espinas para trabarse en grietas para así evitar ser sacados.

#### Aletas dorsales
Están localizadas en la superficie externa, en paralelo a la notocorda. Sirven para proteger del balanceo y asistir en vueltas y paradas bruscas. Un pez puede tener hasta tres de ellas. En los Lophiiformes la aleta dorsal anterior está modificada en un illicium y una esca, un equivalente biológico a la caña de pescar y la carnada.

#### Aleta caudal
Es la aleta de la cola, ubicada en el final del pedúnculo caudal. Según su forma se clasifican en:
- Heterocerca, la columna vertebral se extienden a lo largo de un lóbulo de la cola, por lo tanto, la cola es asimétrica.
  - Epicerca, el lóbulo superior es más largo (como en los tiburones).
  - Hipocerca, el lóbulo inferior es más largo (como en los peces voladores)

- Protocerca, la cola caudal se extiende alrededor de la columna vertebral, presente en embriones de peces y los Myxinoidea. No se debe confundir con una cola continua formada por la aleta caudal que se encuentra unida a las aletas dorsales y anales.

- Dificerca, aleta caudal trilobulada, se encuentra en celacantos y peces pulmonados donde las vértebras se extienden hasta el final de la cola,Es el principal órgano para generar el empuje por el que se mueven la mayoría de las especies de peces.

- Homocerca, las vértebras no se extienden hacia ningún lóbulo y la cola es más o menos simétrica.
  - Redondeada
  - Truncanda
  - Escotada
  - Lunata

#### Aleta anal
Se localiza ventralmente en la superficie posterior al ano. Se usa para estabilizar al pez durante el nado.

#### Aletas pectorales
Se ubican a cada lado justo detrás del opérculo, y son homólogas a las extremidades anteriores de los tetrápodos. Una función peculiar de las aletas pectorales, altamente desarrolladas de algunos peces, es la creación de fuerza de elevación dinámica que, por ejemplo, ayuda a los tiburones a mantener la profundidad y permite el vuelo de los peces voladores.

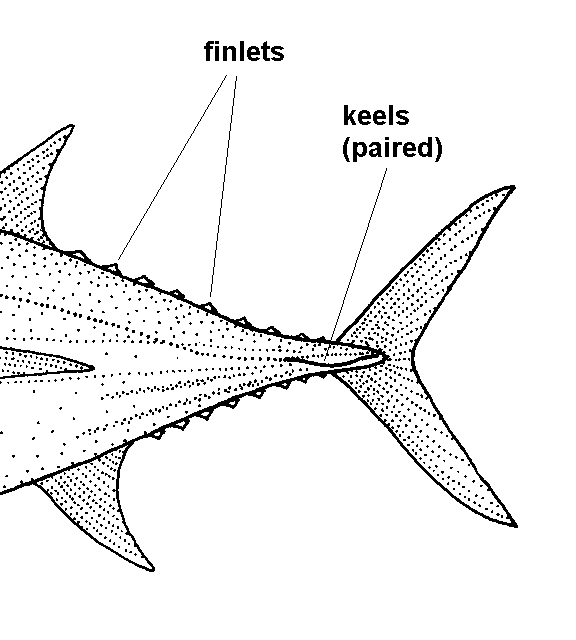
Atún Bigeye Thunnus obesus mostrando las aletillas y la quilla dorsal.
Dibujo del Dr. Tony Ayling.

En muchos peces, las aletas pectorales sirven de ayuda para desplazarse especialmente en los que tienen aletas con forma lobulada, como en los Lophiiformes y los de la subfamilia Oxudercinae. 
Algunos radios de las aletas pectorales pueden estar adaptados en proyecciones dactiliformes (forma de dedo), como en Scorpaeniformes y en Dactylopteridae.
Las aletas de las manta rayas y sus parientes son llamados "aletas cefálicas"; esto es realmente una modificación de la porción anterior de la aleta pectoral.

#### Aletas pélvicas
Son también llamadas aletas ventrales. Están ubicadas ventralmente bajo las aletas pectorales. Son homólogas a las extremidades posteriores de los tetrápodos. En Gobiidae, las aletas pélvicas están generalmente unidas formando un disco succionador, que puede ser usado para adherirse a objetos.

#### Aleta adiposa
Es una aleta suave y carnosa que se encuentra sobre la espalda detrás de la aleta dorsal y justo anterior a la aleta caudal. Está ausente en muchas familias de peces, pero se encuentra en Salmonidae, Characidae y Siluriformes.  Investigaciones  publicadas en 2011 han sugerido que la aleta puede ser vital para la detección y la respuesta a estímulos como el tacto, el sonido y los cambios de presión. Investigadores canadienses identificaron una red neuronal en la aleta, indicando que probablemente tiene una función sensorial.

#### Quilla caudal
Se encuentra en algunos tipos de peces de nado rápido justo por delante de la aleta caudal. Esta es una cresta lateral sobre el pedúnculo caudal, generalmente compuesta de un tipo de escamas scutes, que proveen estabilidad y soporte a la aleta caudal. Pueden ser un par de quillas, una a cada lado, o dos pares arriba y abajo.

#### Aletillas
Son aletas pequeñas, generalmente posterior de la aletas dorsales y anales (en Polypteridae, solo hay aletillas en la superficie dorsal y no hay aleta dorsal). En algunos peces como los atunes o los Scombridae, no tienen radios, no son retractables, y se encuentran desde la última aleta dorsal o aleta anal hasta la aleta caudal.

### Fertilización interna
En muchas especies de peces, las aletas han sido modificadas para permitir la fertilización interna.
Un gonopodio es una aleta anal modificada en los machos de ciertas especies de peces presente en las familias Anablepidae y Poeciliidae. Es móvil y utilizada para impregnar hembras durante el apareamiento. Los radios 3.ª, 4.ª y 5.ª de la aleta anal están formados en una estructura en forma de tubo en la que el esperma del pez es inyectado. En algunas especies, el gonopodio puede ser como mucho el 50% de la longitud total del cuerpo. Ocasionalmente la aleta es demasiado larga para ser utilizada, como la clase "cola de lira" del Xiphophorus hellerii. Las hembras tratadas con hormonas pueden desarrollar el gonopodio. Estas son inútiles para la reproducción. Se encuentran órganos similares con las mismas características en otros tipos de peces, por ejemplo el andropodio en el género Hemirhamphodon o en los mexcalpiques.
Cuando se está listo para la cópula, el gonopodio se erecciona y sale afuera, hacia la hembra. El macho inserta el órgano en la apertura sexual de la hembra. Las adaptaciones tipo garfio permite a los peces la adherencia a la hembra para asegurar la impregnación. Si la hembra permanece estacionaria y su compañero contacta su apertura con su gonopodio, la hembra es fertilizada. El esperma es conservado en el oviducto de la hembra. Esto permite a las hembras, fertilizarse a sí mismaas en cualquier momento sin la asistencia posterior de los machos.
Los peces cartilaginosos machos tienen pterigopodios o gonapterigios, que son modificaciones de sus aletas pélvicas. Estos son órganos intromitentes, utilizados para canalizar el semen en la cloaca durante la copulación.

## Piel
El cuerpo externo de muchos peces está cubierto con escamas. Por otra parte, algunas especies están cubiertas por scutum. Otros no tienen cubierta externa sobre la piel, estos son llamados peces desnudos. La mayoría de los peces están cubiertos por una capa protectora de mucus.
Hay cuatro tipos de escamas en peces:
- Placoídeas, también llamadas dentículos dermales, son similares a los dientes ya que están hechas de dentina cubierta por esmalte. Son típicas en los tiburones y rayas.
- Ganoídeas, son planas y se sobreponen levemente. Son típicas en Lepisosteus y Polypteridae.
- Cicloídeas, son pequeñas y ovaladas, con anillos de crecimiento. Los Amiiformes y Perciformes tienen escamas cicloídeas.
- Ctenoídeas, son similares a las escamas cicloídeas con anillos de crecimiento. Se distinguen por las espinas que cubren uno de los bordes. El halibut tiene este tipo de escamas.

Otros tipos de escamas, menos comunes son el scutum, que es:
- un plato óseo a modo de escudo, o
- una escama espesada modificada que a menudo está volcada o espinada, o
- una escama (ruda y fuertemente ranurada) proyectada, normalmente con la línea lateral o en el pedúculo caudal formando quillas caudales o a lo largo del perfil ventral.

Algunos peces (por ejemplo la familia Monocentridae) están cubiertos completamente o parcialmente por escamas.

## Órganos internos

Dibujo esquemático de la anatomía interna de un pez teleósteo: 1 hígado, 2 estómago, 3 intestino grueso, 4 corazón, 5 vejiga natatoria, 6 riñón, 7 testículo, 8 uréter, 9 conducto eferente, 10 vejiga urinaria, 11 branquias

- La Vejiga natatoria es un órgano interno que contribuye a la capacidad de un pez de controlar su flotabilidad y así permanecer en una posición en el agua, ascender o descender sin tener que gastar energía en nadar. A menudo está ausente en peces que nadan muy rápido como las familias del Atún y la Caballa.
- Ciertos grupos de peces tienen modificaciones para permitirles oír, como el aparato Weberiano de los ostariofisos.
- Las branquias, localizadas bajo el operculum, son unos órganos respiratorios para la extracción de oxígeno del agua y para la excreción de dióxido de carbono. Normalmente no son visibles, pero se pueden ver en algunas especies como el tiburón anguila.
- El laberinto de los Anabantoidei y Clariidae suele permitir a los peces extraer oxígeno del aire.
- Las branquias barredoras son huesudas, proyecciones como dedos de los arcos filamentososo de las branquias cuya función en los filtros de los comederos de retener los organismos de la comida.
- El pez eléctrico puede producir campos eléctricos modificando los músculos de su cuerpo.
- Muchas especies de peces son hermafroditas. Los hermafroditas síncronos poseen ovarios y testículos al mismo tiempo. Los hermafroditas secuenciales tienen ambos tipos de tejido en sus gónadas, con un tipo siendo predominante mientras el pez pertenece al género correspondiente.[3]